# Andrew Cogliano
Andrew Cogliano (Toronto, 14 giugno 1987) è un hockeista su ghiaccio canadese che gioca come attaccante nella National Hockey League con gli Anaheim Ducks. In precedenza ha militato negli Edmonton Oilers.

## Carriera

### Giovanili
Cogliano trascorse due stagioni nella città natale di Toronto con i St. Michael's Buzzers, formazione giovanile di secondo livello. Nel corso del secondo anno fu selezionato per rappresentare la provincia dell'Ontario al World U-17 Hockey Challenge, risultando il miglior marcatore della squadra. Fu inoltre fra i migliori marcatori della lega per punti ottenuti e fu l'unico giocatore proveniente dall'Ontario Junior Hockey League ad essere scelto nell'NHL Entry Draft 2005.
Cogliano si trasferì nella NCAA e giocò le due stagioni successive all'Università del Michigan con i Wolverines. Nella stagione 2005-06 giocò con il Canada i mondiali U20 2006 a Vancouver, vincendo la medaglia d'oro. Nella stagione 2006-07 concluse in terza posizione fra i migliori marcatori dei Wolverines con 50 punti ottenuti in 38 partite. Per il secondo anno consecutivo con il Canada vinse il mondiale U20 disputato in Svezia. Il 2 maggio 2007 firmò il primo contratto professionistico con gli Edmonton Oilers, formazione che lo aveva chiamato in venticinquesima posizione nel 2005.

### National Hockey League
In vista della stagione 2007-08 Cogliano conseguì ottimi risultati nel training camp estivo e fu schierato da titolare alla prima partita dell'anno degli Oilers. Il debutto in National Hockey League giunse il 4 ottobre 2007 contro i San Jose Sharks, registrando un assist. La sua prima marcatura in NHL giunse invece l'8 ottobre, quando riuscì a superare il portiere All-Star Dominik Hašek dei Detroit Red Wings.
Il 7, il 9 e l'11 marzo 2008 Cogliano stabilì un nuovo primato della NHL segnando tre reti consecutive all'overtime in altrettante partite rispettivamente contro i Columbus Blue Jackets, i Chicago Blackhawks ed i St. Louis Blues.
Cogliano disputò tutte e 82 le partite giocate da Edmonton nella sua stagione da rookie, contribuendo con 45 punti frutto di 18 reti e di 27 assist, guidando gli Oilers nella speciale classifica di 5 reti decisive per la vittoria e la migliore percentuale di tiro a rete, pari al 18,4%.
Nella seconda stagione in NHL Cogliano produsse 38 punti (18 reti, 20 assist) giocando ancora tutte e 82 le partite di stagione regolare. Quell'anno Cogliano fu invitato a prendere parte all'NHL YoungStars Game di Montréal per la squadra dei Sophomores. Cogliano prese parte anche alla prova di abilità "Fastest Skater" nel corso dell'evento SuperSkills.
Nel giugno 2009 fu annunciata l'inclusione di Cogliano in uno scambio che lo avrebbe visto partire insieme a Ladislav Šmíd e a Dustin Penner verso gli Ottawa Senators in cambio dell'attaccante All-Star Dany Heatley. Alla fine Heatley esercitando una clausola del proprio contratto annullò la trattativa e e poco dopo fu ceduto ai San Jose Sharks instead, mentre Cogliano rimase agli Oilers.
La stagione 2009-2010 fu assai difficile per Cogliano; concluse l'annata con 28 punti in 82 partite, mentre gli Oilers terminarono all'ultimo posto dell'intera lega. Nel corso dell'anno Andrew fu provato in tutte e tre le posizioni d'attacco, al centro e sulle ali. Al termine della stagione 2010-2011 Cogliano fu l'unico della sua squadra a giocare tutte e 82 le partite, riuscendovi per la quarta stagione consecutiva, e mise a referto 35 punti.
Come parte del processo di ricostruzione della franchigia degli Oilers, Cogliano il 12 luglio 2011 fu ceduto agli Anaheim Ducks in cambio di una scelta al secondo giro nell'NHL Entry Draft 2013. Al primo anno in California Cogliano concluse la quinta stagione in NHL senza saltare un singolo incontro, totalizzando 26 punti.

## Palmarès

### Nazionale
- Campionato mondiale di hockey su ghiaccio Under-20: 2

Canada 2006, Svezia 2007
- World U-17 Hockey Challenge: 1

Canada Ontario: 2004

### Individuale
- CCHA All-Rookie Team: 1

2005-2006